# Parco nazionale Marij Čodra
Il parco nazionale Marij Čodra (in mari e russo Марий Чодра, che in mari significa «foresta dei mari») è un parco nazionale situato in gran parte nei distretti di Morki, Zvenigovo e Volžsk della Repubblica dei Mari, in Russia. Il parco si estende su un'area di 366 km² ed è stato istituito nel 1985.
Marij Čodra venne creato per proteggere rare specie di vegetali: nell'area sono state censite oltre 115 specie di piante rare. Il parco è attraversato da quattordici sentieri turistici; le attrazioni più popolari sono i laghi Yalchik, Glukhoye e Kichiyer, il rafting sui fiumi Ilet' e Yushut, la cosiddetta «quercia di Pugačëv» e la Montagna degli Aceri.
A Marij Čodra vi sono più di quattordici strutture turistiche, che giocano un ruolo ricreativo importante per gli abitanti delle repubbliche dei Mari, del Tatarstan e della Ciuvascia.